# Episodi di In cerca di Jane
La prima e unica stagione della serie televisiva In cerca di Jane, composta da 12 episodi, è stata trasmessa negli Stati Uniti dal 28 agosto 2011 al 5 aprile 2012 sul canale MTV.
In Italia è andata in onda dal 22 novembre al 27 dicembre 2012 su MTV Italia.
| nº | Titolo Originale             | Titolo Italiano                       | Prima TV USA     | Prima TV Italia  |
| -- | ---------------------------- | ------------------------------------- | ---------------- | ---------------- |
| 1  | Pilot                        | Voglio solo indietro i miei pantaloni | 28 agosto 2011   | 22 novembre 2012 |
| 2  | Baby Monkeys                 | Piccole scimmiette                    | 2 febbraio 2012  | 22 novembre 2012 |
| 3  | Never Trust a Moonblower     | Mai fidarsi di uno in Moonballo       | 9 febbraio 2012  | 29 novembre 2012 |
| 4  | Pecker Necklace              | Una super serata                      | 16 febbraio 2012 | 29 novembre 2012 |
| 5  | Something's Wrong Down There | Qualche problema laggiù               | 23 febbraio 2012 | 6 dicembre 2012  |
| 6  | Safety Nets                  | Reti di salvataggio                   | 23 febbraio 2012 | 6 dicembre 2012  |
| 7  | Piece of Cake                | Un pezzo di torta                     | 1º marzo 2012    | 13 dicembre 2012 |
| 8  | The Blackout                 | Blackout                              | 8 marzo 2012     | 13 dicembre 2012 |
| 9  | Love Equation                | Equazione d'amore                     | 15 marzo 2012    | 20 dicembre 2012 |
| 10 | Sextipated                   | Sexipato                              | 22 marzo 2012    | 20 dicembre 2012 |
| 11 | Quid No Quo                  | Qui pro quo                           | 29 marzo 2012    | 27 dicembre 2012 |
| 12 | Jerk or Dork                 | Idiota o imbecille?                   | 5 aprile 2012    | 27 dicembre 2012 |